# Nesamblyops lescheni
Nesamblyops lescheni (лат.) — вид жужелиц рода Nesamblyops из подсемейства трехин (триба Anillini, Trechinae). Эндемики Новой Зеландии: Северный остров, Веллингтон, хребет Тараруа.

## Описание
Очень мелкие жужелицы (самые мелкие представители своего рода, длина варьирует от 1,43 до 1,68 мм), блестящие желтовато-коричневые жуки. Имаго этого вида можно отличить от взрослых особей многих видов Nesamblyops по меньшим размерам и характерным пропорциям тела, а также по строению мужских гениталий. Надкрылья яйцевидные, узко вдавленные по шву, сравнительно длинные и умеренно широкие; плечевые углы полностью округлые; латеральные края слегка расходятся в базальной трети, коротко субпараллельны в середине и равномерно закруглены к вершине в апикальной трети. Глаза сильно редуцированы, состоят из нескольких фасеток. Голова короткая и широкая, закругленная, усики средней длины. Пронотум округлый, надкрылья округлые без заметных рядов точек, с несколькими длинными щетинками по бокам. Задние крылья рудиментарные. Обитают в густой лесной подстилке. На основании строения мужских гениталий самцов N. lescheni его можно отнести к другим видам с подобным V-образным строением дорсальных копулятивных склеритов во внутреннем мешке срединной доли, таким как N. confusus и N. oreobius.

## Таксономия и этимология
Вид был впервые выделен в 2023 году американским энтомологом Игорем Соколовым (Igor M. Sokolov, Systematic Entomology Laboratory, ARS, USDA, National Museum of Natural History, Вашингтон, США) по типовым материалам из Новой Зеландии. Видовой эпитет lescheni представляет собой латинизированный эпоним в родительном падеже и основан на фамилии Ричарда А.Б. Лешена (Richard A.B. Leschen), новозеландского колеоптеролога (New Zealand Arthropod Collection, Maanaki Whenua-Landcare Research, Окленд, Новая Зеландия), который предоставил материал новозеландских Anillini для данного исследования.